# Federbach
Federbach er en flod i  den tyske delstat Baden-Württemberg og en af Rhinens bifloder fra højre med en længde på 27 km. Den løber mellem Karlsruhe og Rastatt. Federbach blev mellem Bietigheim og  Durmersheim i 1900 omlagt til et nyt flodleje, der løber østligere end det oprindelige. Denne Federbach-Kanal blev i 1929 gjort bredere.
49°02′15″N 8°19′01″Ø / 49.0374°N 8.317°Ø